# 47 f.Kr.

## Händelser

### Efter plats

#### Romerska republiken
- Quintus Fufius Calenus och Publius Vatinius blir konsuler i Romerska republiken.
- Februari – Julius Caesar och hans allierade Kleopatra VII av Egypten besegrar sin rival drottning Arsinoe IV i slaget vid Nilen. Ptolemaios dödas, varpå Caesar kommer till de belägrades i Alexandria undsättning.
- Maj – Caesar beesgrar Farnakes II av Pontos i slaget vid Zela, en seger som Caesar beskriver som Veni, vidi, vici (Jag kom, jag såg, jag segrade).
- Kleopatra VII gör sin yngre bror Ptolemaios XIV till medregent av Egypten.
- Augusti – Caesar nedslår ett uppror bland sina veteraner i Rom.
- Oktober – Caesar erövrar Africa från Metellus Scipio och Labienus, Caesars förre löjtnant i Gallien.

#### Kina
- Feng Yuan blir kejsar Han Yuandis av Handynastin gemål.

## Födda
- 23 juni – Caesarion, son till Julius Caesar och Kleopatra VII av Egypten, senare farao under namnet Ptolemaios XV
- Marcus Antonius Antyllus, son till Marcus Antonius och Fulvia

## Avlidna
- 13 januari – Ptolemaios XIII Filopator Filadelfos, egyptisk farao sedan 51 f.Kr.
- Farnakes II, kung av Pontos